# Виборчий округ 167
Виборчий округ 167 — виборчий округ в Тернопільській області. В сучасному вигляді був утворений 28 квітня 2012 постановою ЦВК №82 (до цього моменту існувала інша система виборчих округів). Окружна виборча комісія цього округу розташовується в приміщенні Чортківської районної ради за адресою м. Чортків, вул. Шевченка, 23.
До складу округу входять місто Чортків, Борщівський, Заліщицький і Чортківський райони. Виборчий округ 167 межує з округом 166 на північному заході і на півночі, з округом 192 на північному сході, з округом 193 на південному сході, з округом 204 на півдні та з округом 88 на заході. Виборчий округ №167 складається з виборчих дільниць під номерами 610055-610131, 610271-610327, 610959-611033, 611185 та 611187.

## Народні депутати від округу
| Ім'я                       | Фото | Партія               | Скликання | Дата набуття повноважень | Дата припинення повноважень |
| -------------------------- | ---- | -------------------- | --------- | ------------------------ | --------------------------- |
| Стойко Іван Михайлович     |      | Батьківщина          | 7-ме      | 12 грудня 2012           | 27 листопада 2014           |
| Барна Олег Степанович      |      | Блок Петра Порошенка | 8-ме      | 27 листопада 2014        | 29 серпня 2019              |
| Гевко Володимир Леонідович |      | Слуга народу         | 9-те      | 29 серпня 2019           |                             |

## Результати виборів

### Парламентські

#### 2019
Кандидати-мажоритарники:
- Гевко Володимир Леонідович (Слуга народу)
- Шматько Володимир Петрович (Сила людей)
- Квач Алла Василівна (Голос)
- Сиротюк Олег Мирославович (Свобода)
- Барна Олег Степанович (Європейська Солідарність)
- Іванишин Володимир Васильович (Сила і честь)
- Навольський Тарас Іванович (Самопоміч)
- Пахолок Роман Іванович (Батьківщина)
- Махніцький Андрій Васильович (Радикальна партія)
- Нагірний Андрій Мирославович (самовисування)
- Шипітка Роман Борисович (самовисування)
- Сандуляк Петро Ярославович (Рух нових сил)
- Запоточний Ігор Володимирович (Опозиційний блок)
- Ружицький Руслан Олександрович (самовисування)

#### 2014
Кандидати-мажоритарники:
- Барна Олег Степанович (Блок Петра Порошенка)
- Козак Тарас Мирославович (Українська республіканська партія)
- Стойко Іван Михайлович (Народний фронт)
- Навольський Іван Михайлович (самовисування)
- Шепета Віктор Михайлович (Батьківщина)
- Величко Володимир Омелянович (самовисування)
- Гусак Сергій Іванович (Правий сектор)
- Башняк Іван Степанович (Радикальна партія)
- Запорожан Іван Григорович (самовисування)
- Процьків Андрій Васильович (самовисування)
- Макарчук Людмила Дмитрівна (Комуністична партія України)

#### 2012
Кандидати-мажоритарники:
- Стойко Іван Михайлович (Батьківщина)
- Бедриківський Володимир Володимирович (самовисування)
- Чижмарь Юрій Васильович (самовисування)
- Козак Тарас Мирославович (самовисування)
- Полянчич Михайло Михайлович (самовисування)
- Чубак Василь Володимирович (самовисування)
- Ваврик Олег Володимирович (УДАР)
- Величко Володимир Омелянович (самовисування)
- Скакун Людмила Петрівна (самовисування)
- Віват Іван Осипович (Конгрес українських націоналістів)
- Холоднюк Павло Васильович (Українська партія «Зелена планета»)
- Білаш Михайло Федорович (Комуністична партія України)
- Петренко Сергій Петрович (Партія регіонів)

## Явка
Явка виборців на окрузі: